# Желязько (Сілезьке воєводство)
Желязько (пол. Żelazko) — село в Польщі, у гміні Оґродзенець Заверцянського повіту Сілезького воєводства.
Населення — 202 особи (2011).
У 1975-1998 роках село належало до Катовицького воєводства.

## Демографія
Демографічна структура станом на 31 березня 2011 року:
|          | Загалом | Допрацездатний вік | Працездатний вік | Постпрацездатний вік |
| -------- | ------- | ------------------ | ---------------- | -------------------- |
| Чоловіки | 104     | 22                 | 75               | 7                    |
| Жінки    | 98      | 18                 | 58               | 22                   |
| Разом    | 202     | 40                 | 133              | 29                   |